# Fernando Clemot

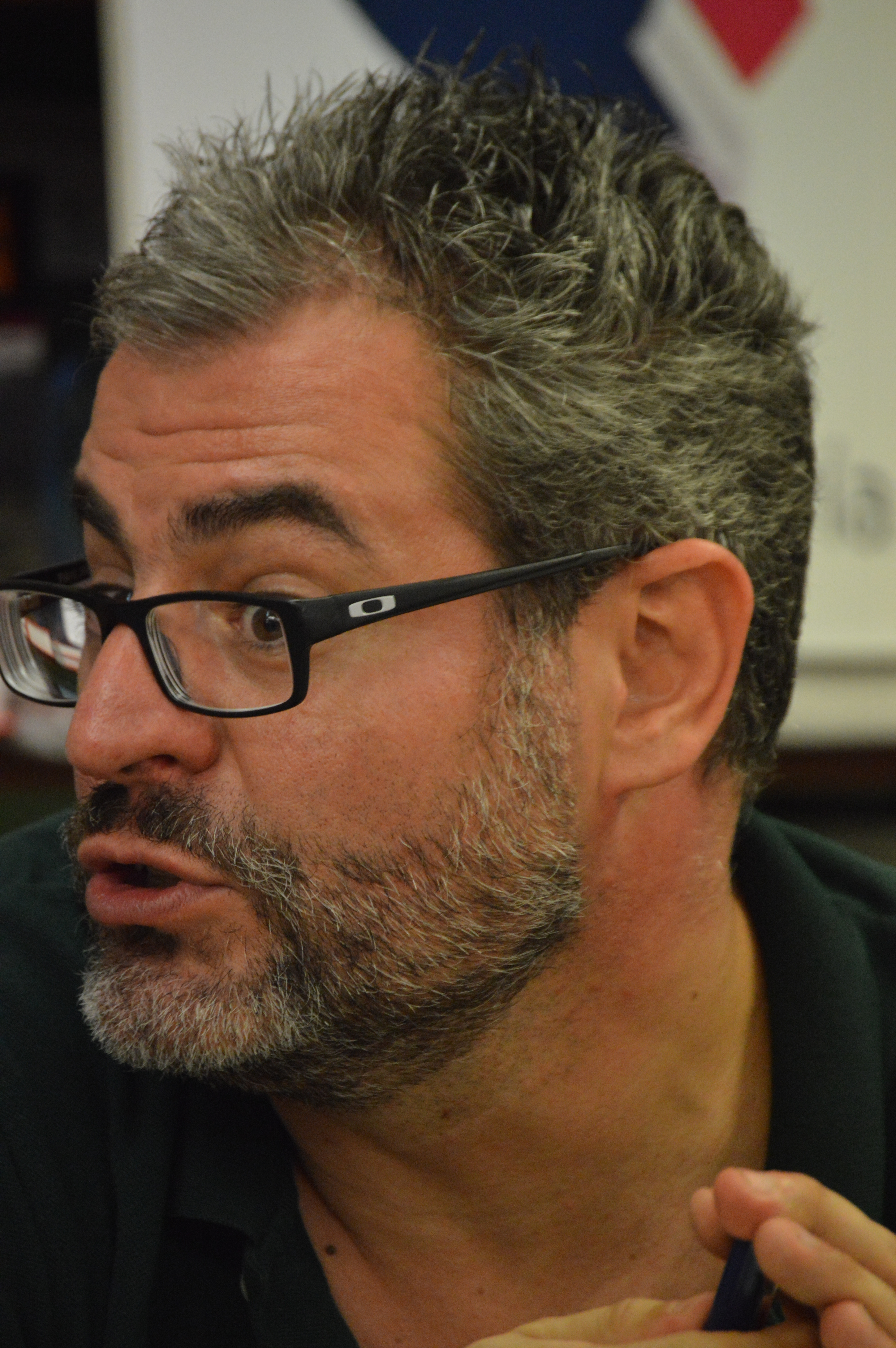
Fernando Clemot, en Zaragoza, septiembre de 2015.

Fernando Clemot (Barcelona, 1970) es un escritor español, especialmente reconocido como autor de cuentos y novelas.
Ganó el Setenil (2009) al mejor libro de cuentos publicado en España con su libro Estancos del Chiado. También posee los premios Kutxa Ciudad de San Sebastián, Barcarola, Art Nalón, Ciudad de Hellín y el Ciutat de Viladecans, entre otros. Ha quedado finalista de los premios Ateneo de Sevilla, Logroño de Novela, Hucha de Oro, Julio Cortázar de La Habana, Ciudad de Cádiz o el premio de la UNED .
Como novelista su primera novela El golfo de los Poetas (Barataria, 2009) fue elegida para representar a España en el First Novel Festival de Budapest del año 2010. Fue finalista del Premio Nacional de Narrativa de 2010 por la novela “El golfo de los Poetas".
Ha colaborado como crítico literario y columnista en revistas como Quimera, Barcarola, Culturamas, Calidoscopio, La Jiribilla, Kafka, Revista de Letras, Ajícara y Paralelo Sur de la que fue fundador junto a Jordi Gol.
A partir de mayo de 2013 se hizo cargo de la dirección de la revista Quimera, cargo que todavía ostenta.
Entre 2010 y 2017 dirigió los talleres de narrativa creativa de la Universidad Autónoma de Barcelona y en la actualidad imparte clases en la Escuela de Escritores de Madrid y la Escola d’Escriptura de l'Ateneu Barcelonès.

## Obra

### Novela
- El golfo de los Poetas. Barcelona: Ediciones Barataria, 2009, ISBN 978-84-95764-91-1. Esta novela fue elegida por el Ministerio de Cultura y la Agencia Estatal del Libro para representar a España en la 10.ª edición del First Novel Festival dentro de la Feria del Libro de Budapest 2010.
- El libro de las maravillas. Barcelona: Ediciones Barataria, 2011, ISBN 978-84-95764-91-1.[3]
- Polaris. Madrid: Editorial Salto de Página, 2015. ISBN 978-84-16148-24-0. (Traducción al francés en Actes Sud Editions, 2017)
- Fiume. Valencia: Pre-Textos, 2021. ISBN 978-84-181786-10.

### Libros de cuentos
- Estancos del Chiado. Barcelona: Paralelo Sur, 2009. Se trata de una recopilación de doce cuentos, cada uno de ellos premiado en solitario en algún concurso. El conjunto mereció el Premio Setenil 2009 y fue finalista del premio Nacional de Narrativa de 2010.[4]
- Safaris inolvidables. Palencia: Menoscuarto Ediciones, 2012.
- La lengua de los ahogados. Palencia: Menoscuarto Ediciones, 2016.

### Teoría literaria
- Cómo armar y desarmar un relato. Barcelona:  Editorial Base, 2014. Se trata de un libro con materiales teóricos y prácticos enfocados para el uso en las escuelas de narrativa y para los escritores noveles. En este libro plasma el autor sus años como docente de narrativa creativa en la Universidad Autónoma de Barcelona.

### Antologías
Los cuentos de Fernando Clemot han sido antologados en importantes obras.
- "Viajar, sentir y pensar" (Universitat Autònoma de Barcelona: Cuadernos Livingtone, 14). Edición a cargo de Santiago Tejedor y José Manuel Pérez Tornero. Barcelona: UOC, 2014.
- Madrid, Nebraska. EE.UU en el relato español del siglo XXI. Edición y prólogo de Sergi Bellver. Bartleby, 2014.[5]
- "Náufragos de San Borondón. Antología de autores hispanoamericanos. Edición de Javier Vázquez Losada. Tenerife: Baile del Sol, 2012.
- Mi madre es un pez. Edición de Sergi Bellver y Juan Soto Ivars. Barcelona: Libros del Silencio, 2011.
- Al otro lado del espejo: Narrando contracorriente. Madrid: Ediciones Escalera, 2011.
- Tiempo narrado. Barcelona: Paralelo Sur Ediciones, 2010.
- Siglo XXI. Los nuevos nombres del cuento español actual. Edición de Gemma Pellicer y Fernando Valls. Palencia: Menoscuarto, 2010.
- En una estrofa de agua y otros relatos. Premio Iberoamericano Julio Cortázar, 2006. La Habana: Letras Cubanas, 2007.
- VI Premio de Narraciones Breves Ciudad de Cádiz. Cádiz: Colección Literaria Gaditana, 2006.
- Yardbird y otros cuentos. Premio FUNCAS-Hucha de Oro, 2005. Madrid: Editorial Nostrum, 2005.
- El nudo conyugal y otros relatos. Premio UNED de Narraciones Breves, 2003. Madrid: UNED Ediciones, 2004.
- El campeón y otros cuentos. Premio FUNCAS-Hucha de Oro, 2004.Madrid: Editorial Nostrum, 2004.
- Cuentos seleccionados. Premio Art Nalón de las Letras, 2003. Langreo: Ayuntamiento de Langreo, 2003.

## Antólogo
- En la frontera (I megliori racconti della letteratura chicana). Milán: Gran Vía Edizioni 2008. En lengua italiana, en colaboración con Klaus Zilles.

## Premios
| Predecesor: Óscar Esquivias | Premio Setenil 2009 | Sucesor: Francisco López Serrano |